# AAA genero cercasi
AAA genero cercasi (Le Gendre de ma vie) è un film francese del 2018 diretto da François Desagnat.

## Trama
Il ginecologo Stéphane ha sempre desiderato dei figli maschi, ma avendo solo figlie femmine ha sempre cercato di compensare tentando di legare con i potenziali generi. Quando la secondogenita Alexia torna dal Giappone incontra e comincia a frequentare il rugbista Thomas: lo sportivo è il genero ideale per Stéphane e i due diventano molto amici. Mentre la figlia maggiore Gabrielle, temendo gli atteggiamenti imbarazzanti che il padre assume con i fidanzati delle figlie, non riesce a confessare a Stéphane di essere prossima al matrimonio con Julien, il ginecologo rifiuta di accettare la rottura tra Alexia e Thomas.
Mentre prova a farli tornare insieme, Alexia comincia a frequentare Bertrand Lapin, un giovane collega del padre. A Stéphane Bertrand non piaceva neanche come collega ed è contrariato nel vedere la figlia con lui, dato che non lo ritiene all'altezza di Thomas come genero. In realtà, Alexia e Bertrand avevano cominciato ad uscire solo per fare dispetto a Stéphane, ma con il tempo i due finiscono per innamorarsi. Stéphane riesce però a guastare il loro rapporto facendo ubriacare il giovane a un convegno e mettendogli una donna nel letto: Alexia, trovando il fidanzato a letto con un'altra, fugge via e lo lascia. Quando le figlie scoprono tutte le macchinazioni del padre Gabrielle gli annuncia il suo matrimonio con Julien, ma si rifiuta di invitare il padre. Solo dopo che Alexia e Bertrand tornano insieme le tre ragazze decidono di perdonare il padre e farlo venire al matrimonio della primogenita.

## Distribuzione
Il film è uscito nelle sale francesi il 19 dicembre 2018.